# Némorin Causan
Némorin Causan, va ser un enginyer francès, del que es pot destacar, el projecte d'un motor d'aviació que en 1926 pensava obtenir 140CV, i la seva participació en diverses curses en competició automobilística i nàutica.

## Història[1]
Va néixer el 5 de desembre del 1881 a Cavallon, departament francès de Valclusa. Va estudiar d'enginyer en l'Ecole des Arts et Métiers d'Aix-en-Provence, en la promoció de 1898, per començar en els ferrocarrils francesos SNCF, per entrar com a dissenyador a la Compagnie Badcock. Pro el ràpid desenvolupament de l'automoció, el va portar a fer el mateix paper en la fàbrica Delage, de recent creació en 1908, a on va esdevindre cap responsable del bòlid mono cilíndric col·lector de diverses victòries. A la casa d'automòbils Bayard-Clément va formar part d'un equip de dissenyadors molt important.
A causa del renom obtingut per els seus treballs, va ser contractat per a construir un motor per una llanxa de curses, que va obtindré un gran rebombori en el meeting de Mònaco. El més notable d'aquest motor emprat en aquest fet, era la utilització de vàlvules en cap, avançant-se molt en el temps.
Poc després, i després d'haver sofert algunes falles en la seva salut, es quan es pot dedicar a projectar el motor d'aviació, que d'haver-se dut a terme podria haver sigut una fita mundial.
Veient que ja no tenia futur a França, marxà als Estats Units, col·laborant en una fàbrica d'automòbils, i en tornar a França s'instal·la com a enginyer conseller, aconseguint certa clientela, i es llavors a on participa en la creació la “voiturette” Bignan, que va triomfaren el circuit de Corse, corria el any 1922. Per aconseguir-ho partint d'un motor amb vàlvules laterals en N, va fer unes culates amb vàlvules en cap i de forma hemisfèriques, millorant molt el rendiment, per altra banda al construir un nou xassís permetia més velocitat.
També va tindre molt a veure amb resultats positius en curses nàutiques degut als seus motors.
Corria 1923 que el nostre enginyer va intervindre en el disseny i millora de les culates del Citröen B2 i el dos cavalls. També establir connexions amb el Dr Etchegoïn, per fabricar un motor de 1500cc dièsel 2T, per una embarcació que va guanyar la copa Chalence-international : Canots de série 1litre 5 (canoes de serie 1,5 litres). Es pot considerar que aquest motor es un costat del motor dissenyat per l'aviació.
La patent americana va ser adquirida per l'Empresa Westinhouse, el que l'hi va permetre un gran des ofegament econòmic.
En el article de referència es fa menció, que encara que al principi no havia sigut brillant en les matemàtiques, després en fes uns grans treballs. També es destaca el projecte d'un gran motor, per una central elèctrica, de 5000 CV, i del seu domini sobre el cicle dièsel 2T. Es menciona amb gran admiració els treballs, en mecànica, publicats en 1930.
A partir d'aquest temps es fa remarcar el iterés per diverses branques, no totes relacionades amb l'automòbil.
En 1932 es va traslladar a Egipte, a on va morir al Caire el 27 de juliol de 1936.

## Marques en que va col·laborar
- Delage : projectà i construir un motor per guanyar el Grand Prix de ACF Dieppe - 1908 – Voiturettes
- Sizaire : projecte i construcció 3 vehicles per córrer el Grand Prix ACF Dieppe - 1912
- Despujols : projecte de dos motors de 4 i 6 cilindres, més la posta a punt per canoes guanyadores de diversos gran premis de Mònaco, any 1912.
- Teller-Panhard : redisseny i modificació per fer-los més lleugers, de motors de 4 i 6 cilindres per aviació, any 1913.
- Corre-la Licorne : Construcció segons disseny, de diverses voiturettes, amb l'inclusió de la participació, fallida, a les 24 Hores de Le Mans, anys 1920-27.
- Bignan : Modificació d'una Voiturette per guanyar el Grand Prix de Còrsega, any 1921.
- Manufacture Automobile Outillage et Cycles de Saint Etienne : Projecte i construcció de diversos Cyclecars (cotxes lleugers), anys 1920 al 1925. Bassat en els projectes de Causan en César Marchand intervingué en les culates de Voisin, Citröen i Peugeot.
- Fàbrica Lefevre : Participació en la modificació i millores de diversos motors i Voiturettes, durant els anys de 1917 a 1930.

## Patens presentades a França
| Data       | Numero   | Breu descripció!                                                                   |
| ---------- | -------- | ---------------------------------------------------------------------------------- |
| 11/06/1907 | FR374361 | Embrague progressiu                                                                |
| 11/06/1907 | FR374362 | Direcció                                                                           |
| 30/09/1909 | FR402180 | Motor d'aviació                                                                    |
| 21/02/1910 | FR407159 | Motor d'explosió per l'aviació i altres aplicacions                                |
| 18/12/1911 | FR432899 | Motor d'aviació                                                                    |
| 05/03/1912 | FR435571 | Motor de combustió interna amb distribució per vàlvules                            |
| 26/08/1915 | FR476725 | Motor de múltiples règims                                                          |
| 09/11/1921 | FR528272 | Engranatge cònic                                                                   |
| 09/11/1921 | FR528289 | Cotxe automòbil                                                                    |
| 24/11/1921 | FR529192 | Suspensió per automòbils                                                           |
| 28/12/1921 | FR530699 | Dipòsit d'arrancada per cotxes automòbils                                          |
| 19/04/1923 | FR552032 | Freno sobre les rodes davanteres per cotxes automòbils                             |
| 17/07/1923 | FR556314 | Motor d'aviació                                                                    |
| 02/08/1923 | FR557078 | Rodament de rodets                                                                 |
| 02/08/1923 | FR557079 | Motor d'explosió                                                                   |
| 07/11/1923 | FR562201 | Perfeccionaments als rodaments de rodets                                           |
| 07/11/1923 | FR562202 | Perfeccionaments als motors d'explosió                                             |
| 28/11/1923 | FR563179 | Perfeccionaments als motors d'aviació encamisats                                   |
| 30/11/1923 | FR563259 | Perfeccionament a l'enlluernament dels cotxes automòbils                           |
| 25/06/1924 | FR573512 | Perfeccionaments als motors de dos temps                                           |
| 26/06/1925 | FR591031 | Perfeccionaments a la lubricació dels motors d'explosió                            |
| 17/03/1926 | FR602370 | Perfeccionaments als cotxes automòbils                                             |
| 05/01/1927 | FR615318 | Motor d'explosió dos temps (es el motor que m'ha motivat l'article)                |
| 16/02/1927 | FR617286 | Perfeccionaments en la direcció dels cotxes automòbils                             |
| 11/03/1927 | FR618537 | Perfeccionaments als vehicles automòbils adherència total                          |
| 26/04/1927 | FR620644 | Perfeccionaments per l'equilibratge dels compressors i dels motors mono cilíndrics |
| 26/04/1927 | FR620645 | Perfeccionaments a la suspensió dels cotxes automòbils                             |
| 26/04/1927 | FR620648 | Cotxe automòbil                                                                    |
| 16/05/1927 | FR621711 | Perfeccionaments als motors dos temps                                              |
| 22/12/1927 | FR631587 | Motor d'aviació de dos temps                                                       |
| 07/01/1928 | FR632372 | Xassís automòbil quatre rodes motrius                                              |
| 09/03/1928 | FR635186 | Xassís de cotxe automòbil del tipus conducció interior                             |
| 26/03/1928 | FR635823 | Perfeccionaments als compressors                                                   |
| 26/03/1928 | FR635824 | Segment de pistó                                                                   |
| 08/11/1928 | FR646162 | Palier de lubricació a pressió                                                     |
| 11/03/1929 | FR652557 | Perfeccionaments als amortidors d'eix davanters dels cotxes automòbils             |
| 11/03/1929 | FR652558 | Hèlix de pas variable                                                              |
| 23/03/1929 | FR653604 | Perfeccionaments als avions per altes altituds                                     |
| 02/05/1930 | FR680574 | Perfeccionaments als motors dos temps pistons oposats                              |
| 23/09/1931 | FR712018 | Perfeccionaments al govern de les rodes davanteres motrius dels automòbils         |

## Descripció del motor d'aviació
Es tracta d'un motor quadrat, com si acobléssim quatre motor en V amb cigonyals a les puntes, i cambres de combustió compartides. Dits cigonyals, estiguessin sincronitzats per un gran engranatge central conduit per els quatre engranatges de la punta dels cigonyals. El motor es un dièsel de dos temps, amb llumeneres al punt mort inferior dels cilindres. Per un costat es l'admissió i per l'altre l'escapament i, per tant, el escombratge, i el omplir els cilindres, es fa per mitja d'un compressor acoblat. Es podria dir que un costat d'aquest motor es el motor Junkers Jumo 205.

## Vegeu També
- Motor de combustió interna
- Motor de dos temps